# Alexander Tilloch Galt
Pour les articles homonymes, voir Galt.
Alexander Tilloch Galt (6 septembre 1817 à Chelsea, Angleterre – 19 septembre 1893 à Montréal à l'âge de 76 ans) fut un homme d'affaires et un homme politique anglo-canadien. Il est l'un des pères de la Confédération canadienne.

## Biographie
Il est le fils du nouvelliste et colonisateur écossais John Galt et d'Elizabeth Tilloch Galt,.
Il arriva au Canada en 1835 comme employé de la British American Land Company ou (BALCO), qui fut créée par son père afin d'encourager la colonisation dans la région des Cantons de l'Est. Le 9 février 1848, il a épousé Elliott Torrance, la fille d'une commerçant montréalais, John Torrance. Elle est décédée le 25 mai 1850, presque tout de suite après avoir mis au monde leur seul fils, Elliott. Plus tard, il a épousé sa plus jeune sœur, Amy Gordon Torrance. Bien que petit-fils d'un théologien calviniste, Galt faisait des dons aux églises méthodiste et anglicane, alors que sa femme Amy était presbytérienne.
Galt se fit le promoteur du développements des Cantons de l'Est en désirant relier la culture de terres agricoles aux marchés canadien et américain. En 1849, il fut nommé président du chemin de fer Saint-Laurent & Atlantique et devint membre du Parlement.
Entre 1864 et 1867, il fut membre de la Grande coalition de la province du Canada qui a permis la création de la Confédération canadienne. Il participa de façon notable à la création de la coalition lorsque le gouverneur général du Canada d'alors, Sir Edmund Walker Head, lui demanda de devenir Premier ministre du Canada-Uni. Doutant de sa capacité d'obtenir la loyauté de la majorité des membres de l'assemblée législative, il a refusé le poste, suggérant plutôt que George-Étienne Cartier et John A. Macdonald deviennent co-chefs du nouveau gouvernement.
Par contre, Cartier et Macdonald lui demandèrent de devenir inspecteur général du Canada. Il accepta en exigeant que Macdonald et Cartier fassent de la création de la Confédération un thème majeur de leur gouvernement. En 1858, Galt a rédigé une proposition, lors d'une assemblée législative tenue à Kingston, recommandant que la province du Canada demande au gouvernement britannique de créer une union fédérale de l'Amérique du Nord britannique (Canada-Est, Canada-Ouest, île du Prince-Édouard, colonie de Terre-Neuve, Nouveau-Brunswick et Nouvelle-Écosse) et Terre de Rupert (détenue par la Compagnie de la Baie d'Hudson). La proposition fut acceptée : Galt, John Ross et Cartier allèrent à Londres pour entamer la longue procédure qui permettrait de convaincre les autorités britanniques de transformer l'Amérique du Nord britannique en un dominion souverain de l'Empire britannique, le premier de tous.
En tant qu'inspecteur général du Canada, Galt a réformé les pratiques commerciales des banques de la province du Canada. Il fut le principal architecte de la taxe Cayley-Galt, qui protégeait les entreprises de la colonie, mais causait du ressentiment parmi les Américains et les Britanniques
Le 1er juillet 1867, le Canada-Est, le Canada-Ouest, le Nouveau-Brunswick et la Nouvelle-Écosse devinrent les premières provinces de l'Amérique du Nord britannique, formant ainsi le Dominion du Canada. Galt servit en tant que premier ministre des Finances de la nouvelle confédération. En tant que ministre à ce poste, il défit plusieurs politiques qu'il avait mises en place, favorisant le commerce à l'intérieur de l'Empire britannique.
Galt fut envoyé à Londres pour représenter informellement le Canada. Occupant le seul poste canadien extérieur d'importance sur le continent européen, il a aussi voyagé en France et en Espagne pour négocier des traités commerciaux avec ces pays. Le gouvernement britannique, au courant des activités de Galt, n'était pas heureux que la Canada ait développé de facto sa propre politique étrangère, en dehors de l'Empire britannique. Il demanda que la poste de Galt soit officialisé : vers la fin des années 1880, il fut le premier Canadien à devenir haut commissaire à Londres,.
En 1872, Alexander Galt a quitté la vie politique active et a fondé The Guarantee Company of North America, dont la mission était d'octroyer des bonds de fidélité garantissant l'honnêteté des employés de chemins de fer et du gouvernement. En 2009, c'est le plus grand assureur canadien spécialisé dans l'assurance du gouvernement et des organisations gouvernementales.

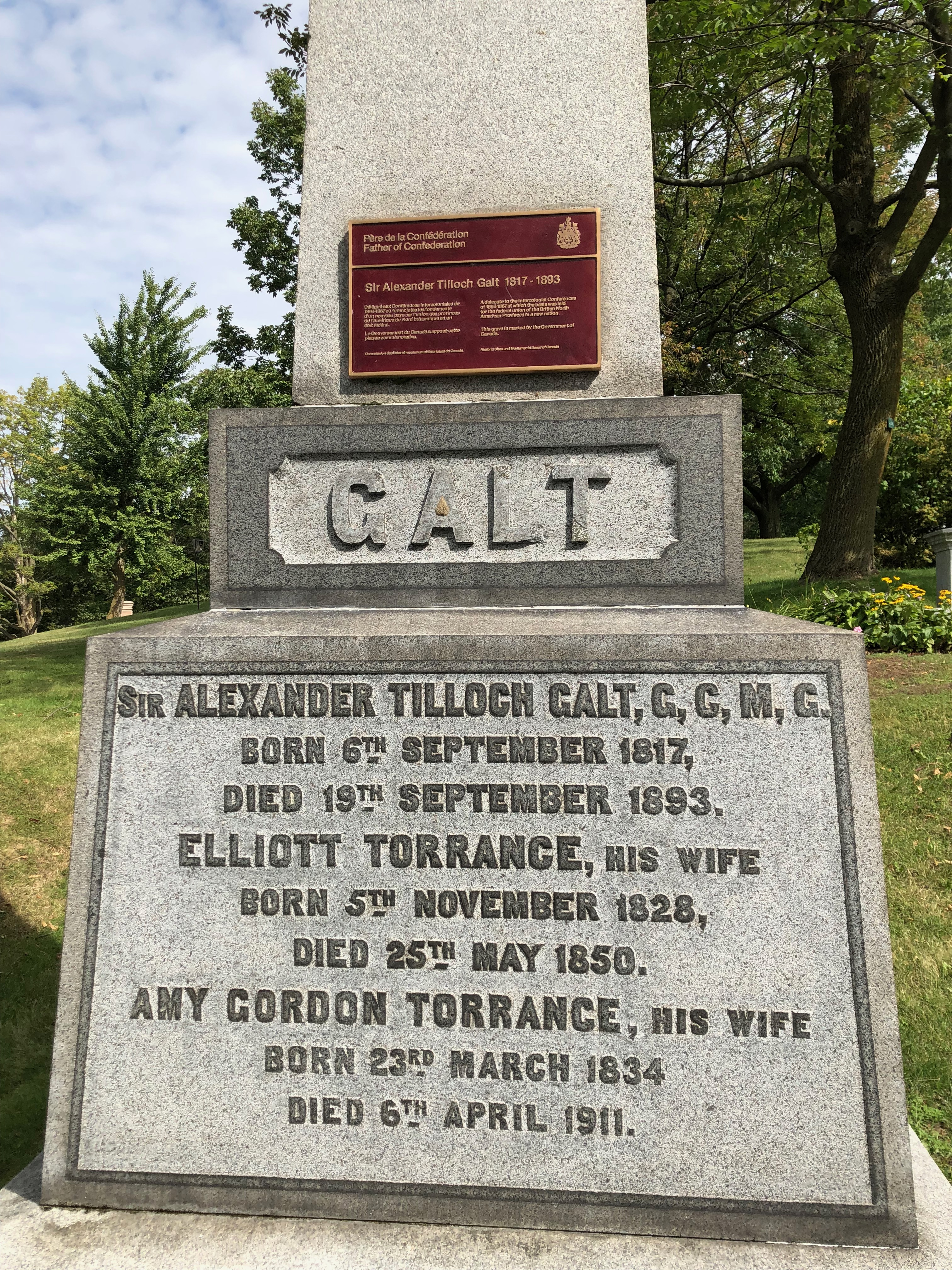
La sépulture de Alexander Galt au Cimetière Mont-Royal.

En 1883, Galt et son fils Elliott Torrance ont cofondé la ville de Lethbridge en Alberta, quand ils établirent une mine sur les berges de la rivière Oldman. Galt a planifié en 1885 l'agencement des rues après que son exploitation fut déplacée au niveau de la prairie depuis la vallée de la rivière. Le gouverneur général du Canada, le 5e marquis de Landsdowne, a démontré que le gouvernement du dominion canadien appuyait l'entreprise des Galt en ouvrant une ligne de chemin de fer à Lethbridge en septembre 1885,.
Leur entreprise, la North Western Coal and Navigation Company, a changé plusieurs fois de nom alors qu'elle exploitait des chemins de fer et fit de l'irrigation des terres. Un parc public, le Galt Gardens et un musée, le Galt Museum & Archives (anciennement un hôpital), se trouvent à Lethbridge en 2009. Le Premier ministre Sir Wilfrid Laurier a souligné la création d'un ajout à l'hôpital en 1910,.
Son corps est enterré au cimetière Mont-Royal à Montréal.

## Distinctions
La rue Galt de Sherbrooke et l'école secondaire Alexander Galt (en anglais Alexander Galt regional high school) sont nommées en son honneur.

## Archives
Il y a un fonds d'archives Alexander Tilloch Galt à Bibliothèque et Archives Canada. 